# Rockdale (Illinois)
Rockdale es una villa ubicada en el condado de Will en el estado estadounidense de Illinois. En el Censo de 2010 tenía una población de 1976 habitantes y una densidad poblacional de 959,67 personas por km².

## Geografía
Rockdale se encuentra ubicada en las coordenadas 41°30′21″N 88°7′5″O / 41.50583, -88.11806. Según la Oficina del Censo de los Estados Unidos, Rockdale tiene una superficie total de 2.06 km², de la cual 2.06 km² corresponden a tierra firme y (0%) 0 km² es agua.

## Demografía
Según el censo de 2010, había 1976 personas residiendo en Rockdale. La densidad de población era de 959,67 hab./km². De los 1976 habitantes, Rockdale estaba compuesto por el 76.77% blancos, el 3.95% eran afroamericanos, el 0.66% eran amerindios, el 0.51% eran asiáticos, el 0% eran isleños del Pacífico, el 12.7% eran de otras razas y el 5.41% pertenecían a dos o más razas. Del total de la población el 35.43% eran hispanos o latinos de cualquier raza.

## Servicio de Emergencia
El Distrito de Protección contra Incendios de Rockdale está a cargo de los servicios de extinción de incendios del pueblo.